# Pieris brassicae wollastoni
A Pieris brassicae wollastoni a rovarok (Insecta) osztályának lepkék (Lepidoptera) rendjébe, ezen belül a fehérlepkék (Pieridae) családjába tartozó káposztalepke (Pieris brassicae) egyik alfaja.

## Neve
Az alfaj szintű nevét, a wollastoni-t Thomas Vernon Wollaston angol entomológus tiszteletére kapta. Wollaston több fajt is felfedezett ezen a szigeten.

## Előfordulása
A Pieris brassicae wollastoni Madeira szigetének endemikus lepkéje.

## Megjelenése
Mérete 55–65 milliméter. Tiszta fehér szárnyainak elülső végén széles fekete sáv, szegély húzódik.

## Életmódja
A babérlombú erdők lakója.

## Természetvédelmi állapota
Utolsó példányát 1977-ben gyűjtötték be. Az 1980-as és 1990-es évekbeli felkutatások alatt nem találták meg egy példányát sem. Emiatt egyesek szerint kihalt vagy nagyon ritka; és a Természetvédelmi Világszövetség (IUCN) ennek alapján súlyosan veszélyeztetettnek nyilvánította. Megfogyatkozásának vagy talán kihalásának oka valószínűleg az 1950-es években ide betelepített répalepkével (Pieris rapae) érkező vírusos fertőzés okozta.

### Fordítás
- Ez a szócikk részben vagy egészben  a   Madeiran Large White című angol Wikipédia-szócikk ezen változatának fordításán alapul.  Az eredeti cikk szerkesztőit annak laptörténete sorolja fel. Ez a jelzés csupán a megfogalmazás eredetét és a szerzői jogokat jelzi, nem szolgál a cikkben szereplő információk forrásmegjelöléseként.